# بالتاسار برکی سمپر
بالتاسار برکی سَـمپر (انگلیسی: Baltasar Breki Samper؛ زادهٔ ۲۲ ژوئیهٔ ۱۹۸۹) بازیگر اهل ایسلند است. وی از سال ۲۰۰۰ میلادی تاکنون مشغول فعالیت بوده‌است.
از فیلم‌ها یا مجموعه‌های تلویزیونی که وی در آن‌ها نقش داشته‌است، می‌توان به ۱۰۱ ریکیاویک، عمیق، به‌دام‌افتاده و چرنوبیل اشاره نمود.